# Дидо Кватерник
Еуген Дидо Кватерник (Загреб, 29. март 1910 — Рио Кварто, 10. март 1962) је био усташки терориста, генерал-пуковник, и шеф Равнатељства за јавни ред и сигурност НДХ током Другог светског рата.

## Биографија
Еуген Дидо Кватерник је био син Славка Кватерника, аустроугарског пуковника и током Другог светског рата војсковође (маршала) оружаних снага НДХ, и Олге Франк, кћерке Јосипа Франка, покатоличеног Јеврејина. Након завршене гимназије почео је да студира право које није завршио. Бавећи се политиком постао је близак Хрватској странци права. Често је одлазио у иностранство, где је упознао Анту Павелића и остале чланове емигрантског вођства усташке организације. Емигрирао је у Италију 1933., након неуспешног атентата на краља Александра у Загребу. Постао је један од главних Павелићевих сарадника. Делујући под лажним именима (Еуген Раковечки, Егон Крамер) радио је на поновној организацији атентата на краља Александра Карађорђевића. Био је заповедник и вођа групе атентатора, све до њиховог доласка у Марсељ, када се повукао и преко Швајцарске вратио у Италију. Због своје улоге у убиству краља Александра и француског министра Луја Бартуа, италијанске власти су га ухапсиле и Кватерник је две године провео у затвору, али су га италијанске власти одбиле изручити Француској, у којој је у одсуству осуђен на смрт.
По изласку из затвора у пролеће 1936. италијанске га су га интернирале са осталим усташама на Липарима. Почетком 1937. постао је заповедник усташког логора на том логору до његовог распуштања почетком априла.

### Други светски рат
У Хрватску се вратио три дана након проглашења НДХ и постао повереник, а 18. априла 1941. шеф Равнатељства за јавни ред и сигурност НДХ те 4. маја 1941. државни секретар у Министарству унутрашњих послова.
Налазио се на челу Усташке надзорне службе од њеног оснивања 16. августа 1941., а био је и члан Поглавникове тјелесне бојне. У његовој је надлежности био рад свих усташких логора у НДХ и провођење репресивних и геноцидних мјера усташке власти. Током Другог светског рата је спроводио режим терора на Србима, Јеврејима, Ромима и другим „непријатељима државе“.
Због неслагања с Павелићем, који га је кривио за неуспех гушења партизанског устанка, средином септембра 1942. био је разријешен свих дужности.
Дидо и његов отац Славко су 1943. отишли у изгнанство у Словачку, а после рата су побегли у Аргентину уз помоћ римокатоличких свештеника и пацовских канала. У Аргентини је наставио да делују против социјалистичке Југославије. Реорганизовао је усташке присталице и наставио да јавно пише и објављује у емигрантским круговима. Вишеструки захтеви Југославије за изручењем су сви одбијени и Кватернику се никад није судило. Погинуо је у саобраћајној несрећи у Рио Кварту 1962.